# Thiếu xương
Thiếu chất xương hay giảm độ đặc xương là một biểu hiện bệnh lý thể hiện tình trạng khối lượng xương thấp so với mức bình thường, sự giảm sút này được xem là yếu tố nguy cơ quan trọng dẫn đến loãng xương. Sự khác nhau giữa chẩn đoán thiếu chất xương và loãng xương dựa vào đo mật độ khoáng chất của xương (đo độ loãng xương). Tiêu chuẩn thiếu chất xương là mật độ xương sống hay xương chậu giữa 1 và 2.5 SD của mức trung bình.
 Đối tượng thiếu chất xương khi mật độ xương ở trong khoảng 1-2 độ dưới độ lệch chuẩn của mật độ xương trung bình ở người trưởng thành. Thiếu chất xương thường gặp ở người trên 50 tuổi mật độ xương thấp hơn bình thường nhưng chưa phải loãng xương. Mật độ khoáng của xương thấp là một dự báo độc lập về bệnh mạch vành được xác định qua chụp mạch máu.

## Chẩn đoán
Phương pháp chẩn đoán thông dụng hiện nay là đo mật độ xương hay còn gọi là đo độ loãng xương (Bone mineral density: BMD), phương pháp này cho phép đo mức calci trong xương, nhờ đó đánh giá được nguy cơ gãy xương. Nó cũng được sử dụng xác định có phải một bệnh nhân bị thiếu xương hay loãng xương. Đo mật độ xương là phương pháp kiểm tra không xâm nhập, không gây đau đớn và được thực hiện ở xương hông, cột sống, cổ tay, ngón tay hay gót chân.
Nguyên nhân thiếu chất xương chủ yếu là do lối sống và chế độ dinh dưỡng không hợp lý dẫn đến thiếu chất dinh dưỡng cần thiết, hút thuốc, uống rượu quá mức, hiệu ứng phụ của thuốc, và thiếu tập thể dục. ngoài ra tùy thuộc vào đối tượng thì nguy cơ thiếu xương có sự khác nhau đây cũng là một nguyên nhân quan trọng như độ tuổi (50 trở lên), giới tính (phụ nữ), loại hình cơ thể mỏng (người lép, ngực lép, Omega, đầu lép, xương tay, xương chân nhỏ) tiêu hóa kém, chủng tộc (da trắng hoặc da vàng châu Á có thể xảy ra nhiều hơn). Một số triệu chứng của thiếu xương được như sâu răng có thể dễ nhận diện.

### Đối tượng nguy cơ cao
- Về giới: Phụ nữ là người có nguy cơ mất chất xương cao hơn nam giới vì khối lượng xương thấp hơn nam giới. Đồng thời phụ nữ cũng trải qua sự mất mát khối lượng xương lớn sau thời kì mãn kinh, phụ nữ sinh đẻ nhiều. Sau mãn kinh, phụ nữ có 2 giai đoạn mất chất xương: Mất chất xương nhanh trong 10 năm đầu, do thiếu estrogen gây loãng xương, gãy xương ở cổ tay và đốt sống. Mất xương chậm do giảm hấp thu calci trong những năm kế tiếp, gây nguy cơ gãy xương đùi.

Tốc độ mất chất xương khác nhau ở mỗi người: có người bị mất chất xương từ khi chưa mãn kinh, sau cắt 2 buồng trứng phụ nữ bị mất chất xương nhanh trong 2 năm đầu; ở loại xương: xương xốp mất nhanh hơn xương cứng; ở vị trí xương: xương cổ tay và đốt sống mất xương sớm hơn xương đùi.
Ngoài ra ở phụ nữ, tình trạng thiếu chất xương thường xảy ra nhất là những năm sau mãn kinh do thiếu hụt hóc-môn (kích thích tố) nữ.
- Về độ tuổi: Người càng cao tuổi thì nguy cơ thiếu chất xương càng cao do sự hấp thu calci giảm ở tuổi già là do sự giảm hoạt động của các cơ quan tiêu hóa và thận, trong đó có vai trò đáng kể của vitamin D. Người trên 50 tuổi (cả nam và nữ) mỗi năm mất khoảng 5% khối lượng xương
- Những người cường giáp, cường cận giáp, hội chứng Cushing, tiểu đường... cũng làm tăng sự mất mát khối lượng xương. Những người sử dụng nhiều các thuốc corticoides, chống động kinh, tim mạch... cũng làm tăng tình trạng mất xương.

### Ảnh hưởng của lối sống và chế độ dinh dưỡng
Những người hay ăn kiêng nghèo calci và vitamin D, hút thuốc lá, sử dụng quá nhiều rượu bia, cà phê và không tập thể dục sẽ tác động mạnh mẽ đến sự mất mát khối lượng xương.Có người bị thiếu chất xương với chỉ số Tscore từ -1 đến -2,5, có người bị loãng xương với T – Score dưới -2,5, có người vẫn bị thiếu xương dù mới quanh tuổi 30. bị thiếu calci kéo dài và thậm chí không rõ hàng ngày mình nhận được bao nhiêu calci qua đường ăn uống.

## Biện pháp phòng tránh
Trong khi đa số người dân phải trải qua sự mất mát một khối lượng xương nào đó do sự già hóa, nhưng thiếu chất xương không phải là hậu quả của quá trình già hóa. Chúng ta cũng biện pháp giữ cho bộ xương được khỏe mạnh như:
- Đảm bảo một chế độ ăn đầy đủ calci, magiê, vitamin D,K và C cũng như các khoáng chất khác. Một chế độ ăn uống thiếu chất xương phải chứa nhiều protein và trái cây tươi và rau quả.
- Đảm bảo chế độ tập thể dục hàng ngày, tập thể dục đều những bài tập tỳ đè trọng lượng cơ thể, aerobics, đi bộ thể dục để giảm tối đa sự mất chất xương. Các bài tập tốt nhất cho xương là bài tập mang trọng lượng (như đi bộ) hoặc các bài tập sử dụng trọng lượng.
- Hạn chế tối đa sử dụng thuốc lá và rượu.
- Phải kiểm tra định kì với thầy thuốc chuyên khoa về mật độ xương đặc biệt ở những người sau 50 tuổi.
- Nên sử dụng thuốc chống mất xương và tăng tạo xương khi phát hiện giảm khối lượng xương.